# Ribnica
Ribnica este un oraș din comuna Ribnica, Slovenia, cu o populație de 3.480 de locuitori.